# خليج الجرجان
خليج الجُرجان (بالفارسية: شاخاب گُرگان) و (بالروسية: Горганский залив)‏ (و أحينا يُسمَّی بخليج الأسترآباد) هو خليج في الجنوب الشرقي لبحر قزوين، يقع في محافظتي غُلِستان ومازَندَران الإيرانيتين. يقع خليج الجرجان حوالي 25 مترًا تحت مستوى سطح البحر في شكل مثلث تبلغ مساحته حوالي 400 كيلومتر مربع وعمق 2 إلى 6 أمتار ويتصل بالبحر مضيق يبلغ طوله حوالي 300 متر. في الشمال، تفصل شبه جزيرة ميانكالة خليج الجرجان عن بحر قزوين مثل شريط من الأرض.
تم تشكيل خليج الجرجان نتيجة لتقدم مياه بحر قزوين والرياح القوية ووجود سلاسل طويلة من الكثبان الرملية في شماله. تقع جزر آشورادة بالقرب من هذا الخليج ومن أهم موانئ هذا الخليج ميناء تركمان في الشرق وميناء غز في الجنوب الشرقي.